# 罗伯特·比尔
罗伯特·比尔（英語：Robert Beer，1947年—），英国藏传佛教题材艺术家，现居牛津。比尔是最早积极参与唐卡创作的西方艺术家之一，著有《藏传佛教象征符号与器物图解》等著作。
比尔自20世纪70年代起开始学习、创作西藏艺术。